# Svatý Petr a Pavel (souostroví)
Ostrovy svatého Petra a Pavla (portugalsky Rocedos de São Pedro e São Paulo) jsou součástí Středoatlantického hřbetu a patří brazilskému státu Pernambuco. Je to skupina patnácti neobydlených ostrůvků o rozloze 0,015 km² ležících 100 km severně od rovníku a přes 1000 km severovýchodně od jihoamerické pevniny.
Tato peridotitová skaliska jsou jedinými ostrovy na světě tvořenými zemským pláštěm. Není na nich pitná voda a vegetaci představují jen mechy a trávy. Oblast je důležitým hnízdištěm rybáků. Pětici hlavních ostrovů tvoří: Belmonte, Svatý Pavel (také zvaný Challenger), Svatý Petr (také Severovýchodní), Cabralův ostrov a Jižní ostrov. Brazilské námořnictvo vybudovalo na ostrovech maják a vědeckou stanici.
Ostrovy objevili portugalští mořeplavci roku 1511. Dne 16. února 1832 na souostroví přistál Charles Darwin s lodí Beagle a zkoumal zde přežití organismů v nehostinných podmínkách. Dne 1. června 2009 havaroval v moři nedaleko ostrovů Let Air France 447.

## Fotogalerie

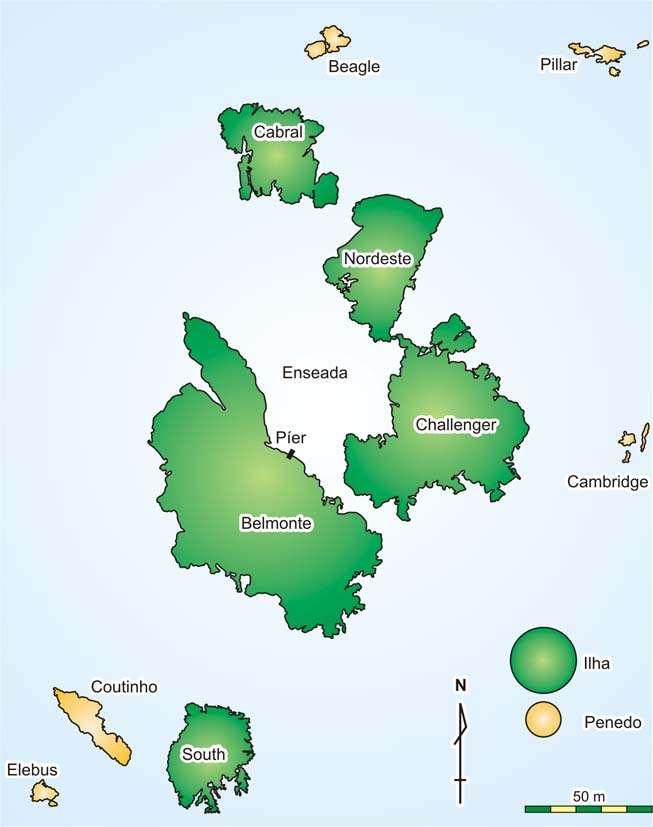
Mapa
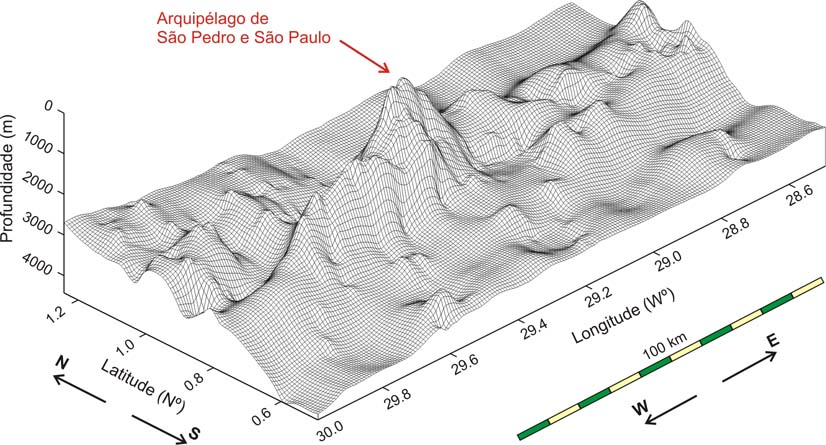
Morfologie mořského dna v blízkosti ostrovů
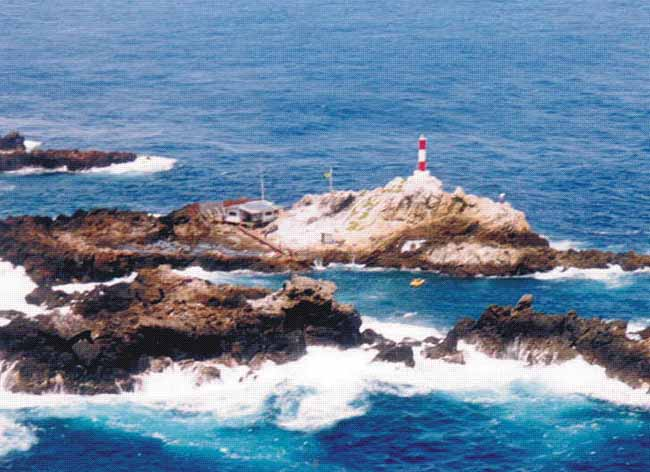
Pobřeží s majákem a observatoří